# ديفيد غريفيثز (رسام)
ديفيد غريفيثز (بالإنجليزية: David Griffiths)‏ هو رسام بريطاني، ولد في 16 فبراير 1939 في ليفربول في المملكة المتحدة.